# Міс «Ізгой»
Міс «Ізгой» (англ. Miss Cast Away) — американська пригодницька комедія 2004 року.

## Сюжет
Спецрейс, яким летять учасниці конкурсу краси «Міс Галактика», робить аварійну посадку на загубленому в океані острові. Перед двома пілотами і тридцятьма супермоделями встають відразу декілька завдань: по-перше, вижити, по-друге, впоратися з гігантським доісторичним поросязавром, по-третє, перемогти розумних мавп, які живуть тут з тих самих часів, коли до цього острова прибув Ноїв Ковчег.

## У ролях
| Актор              | Роль              |
| ------------------ | ----------------- |
| Ерік Робертс       | Максімус Пауер    |
| Чарлі Шлеттер      | Майк Сондерс      |
| Джойс Жиро         | Джулі             |
| Стюарт Пенкін      | Ной               |
| Еван Марріотт      | Джо Мільйонер     |
| Майкл Джексон      | агент Ем Джей     |
| Юджин Грейтак      | Ваше Святосте     |
| Річард Галперн     | звичайний хлопець |
| Лайл Дж. Мортенсен | віце президент    |
| Дуглас Даннінг     | командир Гаррі    |
| Патрік Марес       | президент         |
| Стюарт Рігбі       | Рон Філіпс        |
| Камілла Бйорлін    | Голлі             |
| Одра Вайз          | Тіна              |